# Тоні Мартінес
Тоні Мартінес (ісп. Toni Martínez, нар. 30 червня 1997) — іспанський футболіст, нападник клубу «Алавес».

## Клубна кар'єра
Народився 30 червня 1997 року. Вихованець юнацьких команд футбольних клубів «Ель-Прогресо», «Реал Мурсія» та «Валенсія». У 2013 році для отримання ігрової практики він почав виступати за команду дублерів останнього, команду «Валенсія Месталья», в якій провів три сезони, взявши участь у 16 матчах Сегунди Б і забивши 2 голи.
Влітку 2016 року Тоні перейшов у англійський «Вест Гем Юнайтед», підписавши контракт на 3 роки. Сума трансферу склала близько 3 млн.євро. На початку 2017 року для отримання ігрової практики Мартінес був відданий в оренду в «Оксфорд Юнайтед». 5 лютого в матчі проти «Свіндон Таун» він дебютував у першій англійській лізі, третьому дивізіоні країни. 7 березня в поєдинку проти «Шеффілд Юнайтед» Тоні забив свій перший гол за «Оксфорд Юнайтед». Загалом до кінця сезону він зіграв 17 ігор в усіх турнірах і забив 3 голи.
Влітку 2017 року Мартінес повернувся у «Вест Гем», де став виступати за команду U-23 в молодіжному чемпіонаті Англії. 7 січня 2018 року в матчі Кубка Англії проти «Шрусбері Таун» він дебютував за основний склад. До кінця січня він зіграв ще у двох іграх кубка, після чого 1 лютого на правах оренди перейшов у «Реал Вальядолід». 9 лютого в матчі проти «Гранади» він дебютував у іспанській Сегунді. 28 квітня в поєдинку проти «Кадіса» Тоні забив свій перший гол за «Вальядолід».
13 серпня того ж року Мартінес був орендований клубом «Райо Махадаонда». У матчі проти «Сарагоси» він дебютував за нову команду у Сегунді. У цьому ж поєдинку Тоні забив свій перший гол за клуб. На початку 2019 року Мартінес на правах оренди приєднався до «Луго». 26 січня в матчі проти «Райо Махадаонда» він дебютував за нову команду. У цьому ж поєдинку Тоні забив свій перший гол за «Луго». По завершенні сезону, 1 липня 2019 року, Мартінес став вільним агентом, коли термін дії його контракту з «Вест Гемом» закінчився.
22 липня 2019 року Мартінес перейшов в португальський «Фамалікан», підписавши контракт на 3 роки. 10 серпня в матчі проти «Санта-Клари» він дебютував в Сангріш-лізі. У цьому ж поєдинку Тоні забив свій перший гол за «Фамаликан». Мартінес став одним із лідерів нападу клубу, забивши за сезон 2019/20 10 голів у 32 матчах чемпіонату і 4 голи у 5 іграх Кубка, завдяки чому «Фамалікан» уперше з 1946 року вийшов у півфінал турніру.
В результаті футболістом зацікавились португальські гранди і 4 жовтня 2020 року Тоні став гравцем «Порту», підписавши п'ятирічну угоду. А вже 23 грудня іспанець виграв свій перший у кар'єрі трофей — Суперкубок Португалії, вийшовши на заміну на 89 хвилині замість Мусса Марега в грі проти столичної «Бенфіки» (2:0).
27 серпня 2024 року підписав контракт на чотири роки з «Алавесом».

## Виступи за збірні
2014 року дебютував у складі юнацької збірної Іспанії (U-17), загалом на юнацькому рівні взяв участь у 8 іграх.

## Статистика виступів

### Статистика клубних виступів
| Сезон                         | Команда                       | Чемпіонат                     | Чемпіонат | Чемпіонат | Національний кубок | Національний кубок | Національний кубок | Континентальні кубки | Континентальні кубки | Континентальні кубки | Інші змагання | Інші змагання | Інші змагання | Усього | Усього |
| Сезон                         | Команда                       | Ліга                          | Ігор      | Голів     | Ліга               | Ігор               | Голів              | Ліга                 | Ігор                 | Голів                | Ліга          | Ігор          | Голів         | Ігор   | Голів  |
| ----------------------------- | ----------------------------- | ----------------------------- | --------- | --------- | ------------------ | ------------------ | ------------------ | -------------------- | -------------------- | -------------------- | ------------- | ------------- | ------------- | ------ | ------ |
| 2013–14                       | «Валенсія Месталья»           | СДБ                           | 5         | 1         | -                  | -                  | -                  | -                    | -                    | -                    | -             | -             | -             | 5      | 1      |
| 2014–15                       | «Валенсія Месталья»           | СДБ                           | 8         | 1         | -                  | -                  | -                  | -                    | -                    | -                    | -             | -             | -             | 6      | 0      |
| 2015–16                       | «Валенсія Месталья»           | СДБ                           | 3         | 0         | -                  | -                  | -                  | -                    | -                    | -                    | -             | -             | -             | 5      | 1      |
| Усього за «Валенсію Месталья» | Усього за «Валенсію Месталья» | Усього за «Валенсію Месталья» | 16        | 2         |                    | -                  | -                  |                      | -                    | -                    |               | -             | -             | 16     | 2      |
| 2016-січ. 2017                | «Вест Гем Юнайтед»            | ПЛ                            | -         | -         | КА+ТФЛ             | -                  | -                  | ЛЄ                   | -                    | -                    | -             | -             | -             | 0      | 0      |
| січ.-трав. 2017               | «Оксфорд Юнайтед»             | 1ФЛ                           | 15        | 1         | КА+ТФЛ             | 2+0                | 2+0                | -                    | -                    | -                    | -             | -             | -             | 17     | 3      |
| 2017-лют. 2018                | «Вест Гем Юнайтед»            | ПЛ                            | 0         | 0         | КА+ТФЛ             | 3+0                | 0                  | -                    | -                    | -                    | -             | -             | -             | 3      | 0      |
| лют.-черв. 2018               | «Реал Вальядолід»             | СД                            | 10+1      | 1+0       | КІ                 | -                  | -                  | -                    | -                    | -                    | -             | -             | -             | 11     | 1      |
| 2018-січ. 2019                | «Райо Махадаонда»             | СД                            | 16        | 2         | КІ                 | 2                  | 0                  | -                    | -                    | -                    | -             | -             | -             | 18     | 2      |
| січ.-черв. 2019               | «Луго»                        | СД                            | 13        | 1         | КІ                 | -                  | -                  | -                    | -                    | -                    | -             | -             | -             | 13     | 1      |
| 2019–20                       | «Фамалікан»                   | ПЛ                            | 32        | 10        | КП+КЛ              | 6+1                | 4+0                | -                    | -                    | -                    | -             | -             | -             | 39     | 14     |
| серп.-вер. 2019               | «Фамалікан»                   | ПЛ                            | 1         | 0         | -                  | -                  | -                  | -                    | -                    | -                    | -             | -             | -             | 1      | 0      |
| Усього за кар'єру             | Усього за кар'єру             | Усього за кар'єру             | 104       | 17        |                    | 14                 | 6                  |                      | -                    | -                    |               | -             | -             | 118    | 23     |

## Досягнення
- Володар Суперкубка Португалії (3):

«Порту»: 2020, 2022, 2024
- Чемпіон Португалії (1):

«Порту»: 2021-22
- Володар Кубка Португалії (3):

«Порту»: 2021-22, 2022-23,  2023-24
- Володар Кубка португальської ліги (1):

«Порту»: 2022-23